# Harri Stojka

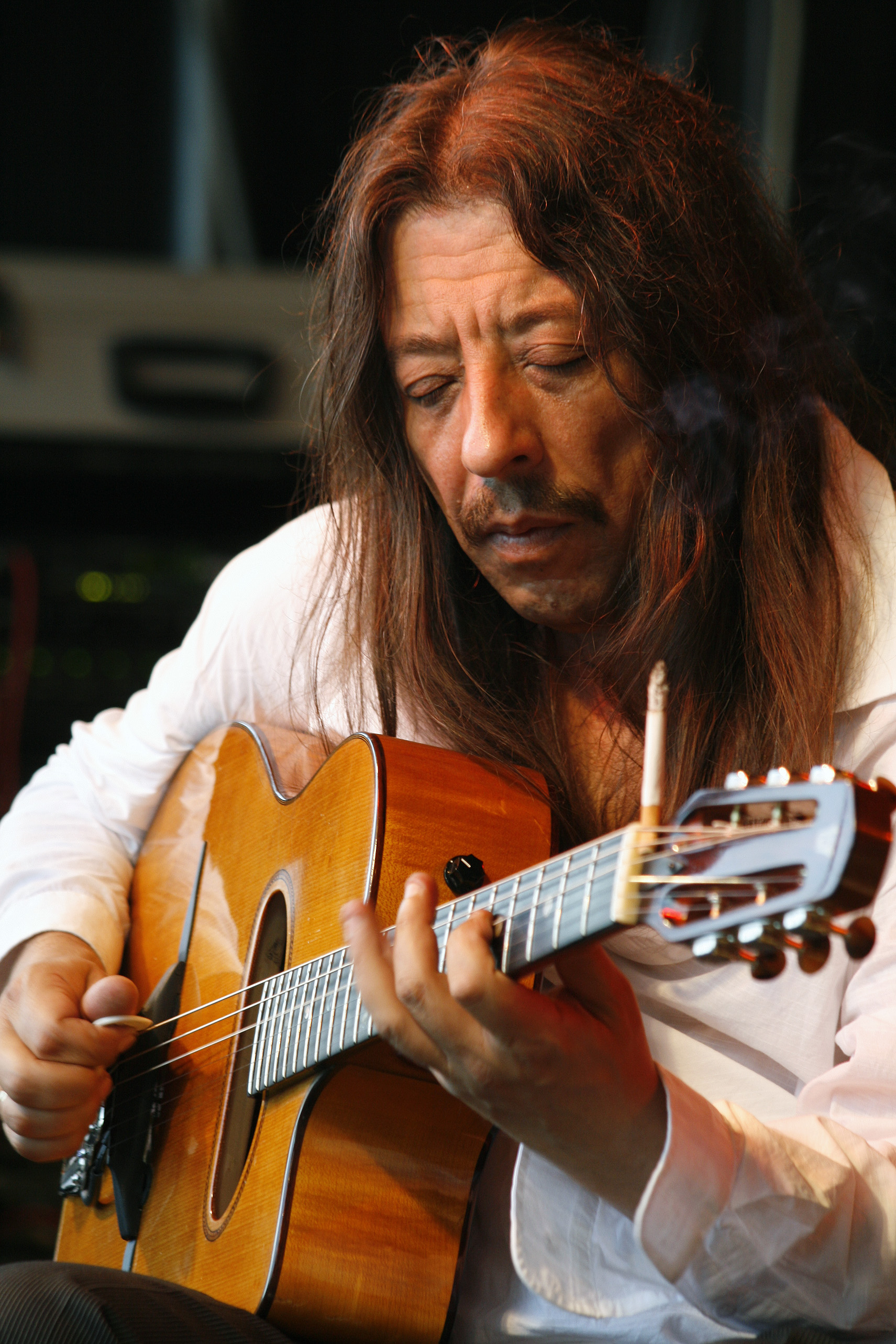
Harri Stojka (Wenen, 2008)

Harri Stojka (Wenen, 22 juli 1957) is een Weense jazzgitarist. Hij is afkomstig uit de diasporische Lovara-Roma-dynastie van de Bagareschtschi-clan en behoort tot de bekendste Roma-personen van Oostenrijk. Hij begon zijn carrière in de band 'Jano + Harri Stojka' in de Arena, toen het bekendste jongerencentrum van Wenen. Daarna werd hij bassist bij Karl Ratzer. In 1973 richtte hij de 'Harri Stojka Express' op en speelde onder andere voor producties van Andre Heller, Erika Pluhar en Terry Bozzio. In 1981 gaf hij een soloconcert in Montreux. Sindsdien groeide hij uit tot een van de meest geachte jazzmusici van Oostenrijk. In 2005 werd hij bij de "concerto Poll" uitgeroepen tot de beste muzikant van "Jazz national".
Stojka speelt zigeunerjazz met wereldmuziekinvloeden en swingmuziek.

## Discografie
- Harri Stojka Express / Sweet Vienna, 1978
- Harri Stojka Express / Off The Bone, 1980
- Harri Stojka / Live In Montreux, 1981
- Harri Stojka Express / Camera, 1981
- Harri Stojka Express / Tight, 1982
- Harri Stojka Express / Brother to Brother, 1985
- Harri Stojka Express / Live, 1987 (cd, 1998)
- Harri Stojka / Say Yes, 1985
- Gon Shanel, 2000 (Geco Tonwaren)
- Gitancoeur, 2000 (Geco Tonwaren)
- Harri Stojka & Gitancoeur unplugged, 2002 (Geco Tonwaren])
- Live at the Roma Wedding, 2004 (Geco Tonwaren - Groove Attack)
- A Tribute To Swing, 2005 (Geco Tonwaren - Groove Attack)
- Gipsy Soul - Garude Apsa, 2005 (Geco Tonwaren - Indigo)